# Opsječko
Opsječko (en serbe cyrillique : Опсјечко) est un village de Bosnie-Herzégovine. Il est situé dans la municipalité de Čelinac et dans la république serbe de Bosnie. Selon les premiers résultats du recensement bosnien de 2013, il compte 1 300 habitants.

## Démographie

### Évolution historique de la population dans la localité
| 1948 | 1953 | 1961  | 1971  | 1981 | 1991 | 2013  |
| ---- | ---- | ----- | ----- | ---- | ---- | ----- |
| -    | -    | 1 198 | 1 267 | 901  | 950  | 1 300 |

|  |

### Communauté locale
En 1991, la communauté locale d'Opsječko comptait 1 099 habitants, répartis de la manière suivante :